# En envis dalkarls visa
En envis dalkarls visa, dikt av Erik Axel Karlfeldt ur samlingen Fridolins visor och andra dikter från 1898. Dikten är den femte och sista i gruppen ”Från Folkare-stigar.

## Inspirationskälla

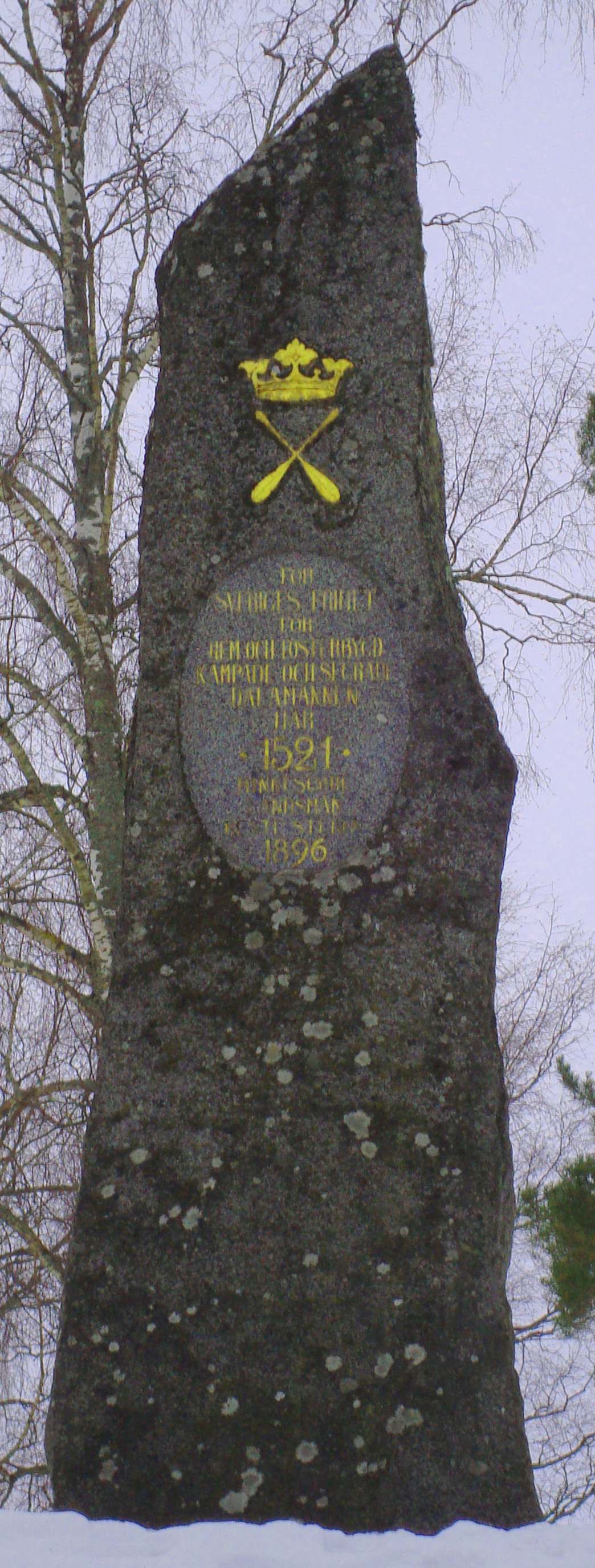
Minnessten över slaget vid Brunnbäck

Karlfeldt var född i Karlbo i Avesta kommun. 8 km sydost om Avesta ligger byn  Brunnbäck, där en färja korsar Dalälven. År 1521 i april stod slaget vid Brunnbäcks färja mellan Gustaf Wasas upprorstrupper och danska trupper som marscherat från Västerås. Ledaren för upproret, Peder Svensson från Vibberbo tog sig över ett vadställe i älven och överraskade danska hären som stod under befäl av Henrik Slagheck. Detta blev början på Sveriges befrielsekrig.

## Folkare stigar
En envis dalkarls visa trycktes första gången i Ny Illustrerad tidning 8/1 1898
Fördärves jag platt, om jag viker en tum

ifrån mitt rum,

om jag står där med heder och ära!

Kom an, all världens klaffarehär!

Mitt bröst är här;

dess hårdhet skall du lära:

skjut giftiga pilar, jag blir där jag är.

Jag tror väl knappt jag mig själv bedrar,
 
om jag håller för visst, att min ättefar
 
drog ut med Peder i Vibberboda;
 
och känner jag rätt
 
en dalamans sätt,
 
så vill jag förmoda
 
han höll sig, där skäktorna rägnade tätt.

Och själv vill jag gå - fast en stackare stor -
 
jag är inför den som i höjden bor -
 
med nacken rak under hatten.
 
Och samma lynne du nog förnam,
 
hvarhelst du gick fram
 
vid de stora älvarnas vatten,
 
från Långhedens mur till Salfjällets kam.

Och den som kan öppna med fromhet sin mund
 
och bedja en bön av sitt hjärtas grund,
 
han må väl önska:
 
Giv alla dem som vid älvarna bo
 
förnöjsam ro,
 
låt landet grönska,
 
men fyll det främst med mandom och tro!